# Fahrudin Aličković
Fahrudin Aličković (n. 19 iulie 1979, Novi Pazar, Iugoslavia) este un fotbalist bosniac care evoluează în prezent la MŠK Turany. Cele mai notabile cluburi la care a jucat sunt MFK Košice și CFR Cluj.